# Kallojärvi, Norrbotten
Kallojärvi är en sjö i Övertorneå kommun i Norrbotten och ingår i Torneälvens huvudavrinningsområde. Sjön har en area på 0,0777 kvadratkilometer och ligger 170,5 meter över havet.

## Delavrinningsområde
Kallojärvi ingår i det delavrinningsområde (742774-184662) som SMHI kallar för Mynnar i Kuittasjoki. Medelhöjden är 195 meter över havet och ytan är 45,32 kvadratkilometer. Det finns inga avrinningsområden uppströms utan avrinningsområdet är högsta punkten. Majavajoki som avvattnar avrinningsområdet har biflödesordning 3, vilket innebär att vattnet flödar genom totalt 3 vattendrag innan det når havet efter 133 kilometer. Avrinningsområdet består mestadels av skog (72 procent) och sankmarker (16 procent). Avrinningsområdet har 0,42 kvadratkilometer vattenytor vilket ger det en sjöprocent på 0,9 procent.